# Pszichrometria

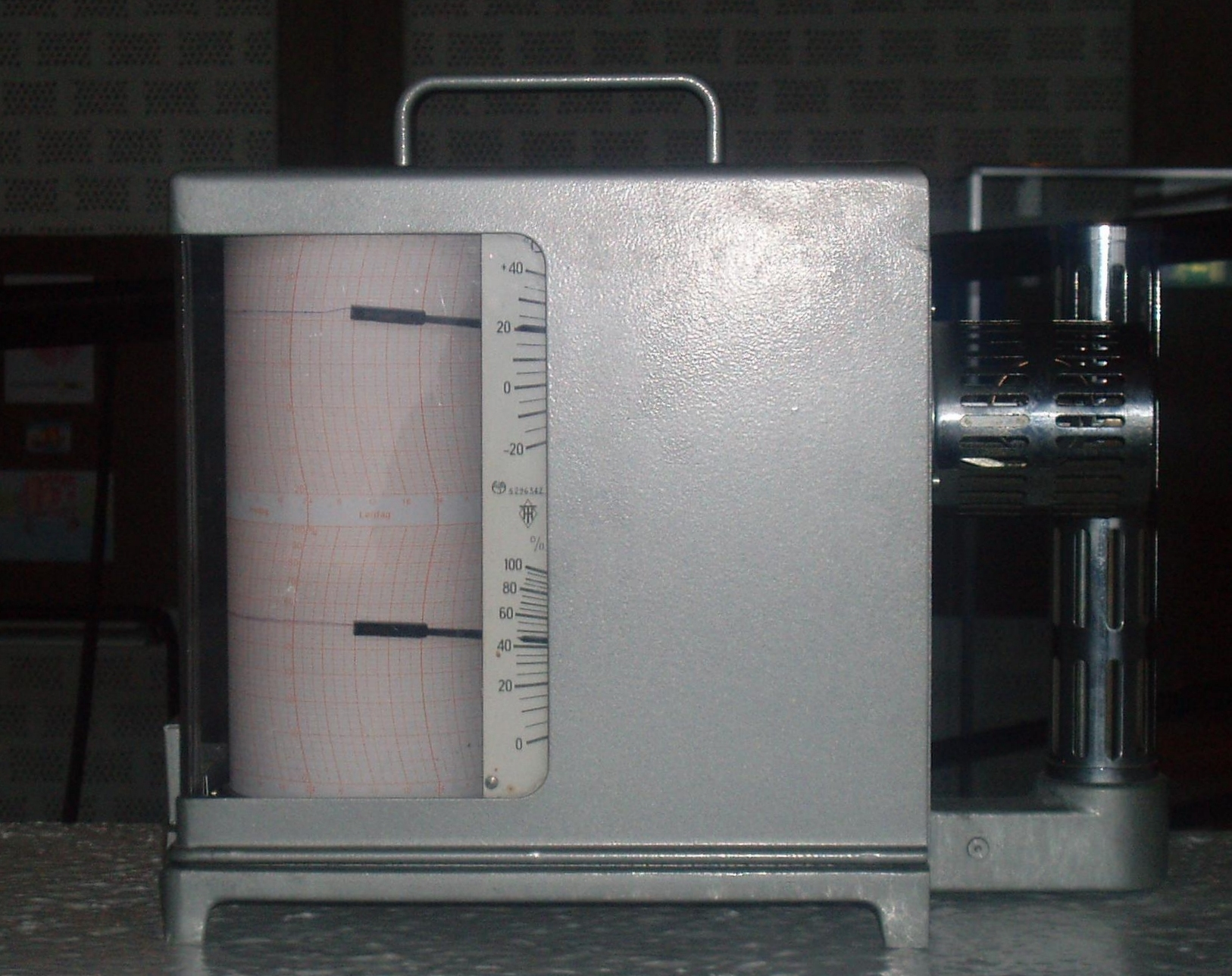
Termo-higrográf (kombinált hőmérséklet- és relatív páratartalom mérő és regisztráló műszer

Pszichrometria az atmoszférikus (légköri nyomású) nedves levegő termodinamikai tulajdonságainak vizsgálata, anyag- és energiatranszport folyamatainak tudománya, állapotváltozásainak leírása, mérése és számítása a meteorológiában és a klímatechnikában.

## A név
A kifejezés elemei görög eredetűek: pszüchrón (ψυχρόν) jelentése „hideg”, és metrón (μέτρον) jelentése „mérés”.

## A nedves levegő fizikája
A légköri levegő minden, természetben előforduló fizikai állapotában gázkeveréknek (pontosabban gőz és gáz keverékének) tekintendő, mivel mindig tartalmaz bizonyos mennyiségű vízgőzt is. A természetes légköri levegő mindig „nedves levegő”. Légköri nyomáson, a száraz levegő stabilan „gáz” halmazállapotú, a vízgőz pedig halmazállapot változásokon mehet keresztül (kondenzálódhat), ezért „gőz”nek nevezendő. A nedves levegő olyan gőz-gáz keverék, melyet egy kondenzálódó és egy nem-kondenzálódó komponens alkot. A száraz légköri levegő önmagában is többféle gáz keveréke, de a pszichrometria által vizsgált fizikai állapotváltozások során ezek aránya nem változik, a pszichrometriai mérések, számítások során magát a száraz levegőt alapvetően homogén, egykomponensű gáznak tekintjük.
A levegő vízgőztartalma a levegőnedvesség (műszaki nyelvben „légnedvesség”, „páratartalom”). A meteorológia és az épületgépészet (általános szellőzés- és általános klímatechnika) tipikus hőmérsékleti és nyomástartományában maga a gőz-gáz keverék az ideális gázokhoz hasonlóan viselkedik, folyamatai annak szabályaival írhatók le.

## Pszichrometrikus diagramok
A nedves levegő állapotjelzői (röviden „állapotai”) és az állapotjelzőinek változásai (röviden „állapotváltozásai”) ún. légállapot-diagramok segítségével kezelhetők. Ezeket fizikai méréssorozatok adatai alapján a gyakorlati számítások céljára szerkesztették. Közös lényegük a nedves levegő termodinamikai állapotjelzőnek, a száraz hőmérsékletnek, az entalpiának, a relatív páratartalomnak (relatív légnedvességnek) grafikus megjelenítése, az abszolút páratartalomnak (abszolút légnedvességnek), azaz a levegő vízgőztartalmának függvényében. A leggyakrabban használt légállapot-diagramok:
- A Carrier-féle pszichrometrikus diagram az Egyesült Államokban, a brit és francia nyelvterületeken elterjedt. Vízszintes tengelyén a levegő száraz hőmérséklete (DBT), függőleges tengelyén az abszolút páratartalom (x) olvasható le.
- A Richard Mollier-féle Mollier h-x diagram, röviden „Mollier-diagram”, vagy „h-x diagram” Európa több országában, így a német és magyar nyelvterületen használatos. (Orosz és szovjet szakirodalmakban neve „i-x diagram”). Lényegében a Carrier-diagram két tengelyének tükrözése a diagram átlója mentén, így vízszintes tengelyén az abszolút páratartalom (x), függőleges tengelyén a száraz léghőmérséklet (ts, DBT) olvasható le.

A Mollier-diagramban az izotermák, az állandó hőmérséklet vonalai (közel) vízszintesek (a Carrier diagramban függőlegesek), emiatt az állandó entalpiavonalak balról jobbra lejtenek. Ez az ábrázolási mód kitágítja a gyakorlati számításokban leggyakrabban előforduló telítetlen nedves levegő tartományt, és megkönnyíti a folyamatok berajzolását, az értékek leolvasását. Az entalpiavonalak ábrázolt lejtésének mértéke a víz 0°C-nál mért párolgáshőjének értékével azonos.

Carrier-féle pszichrometrikus diagram
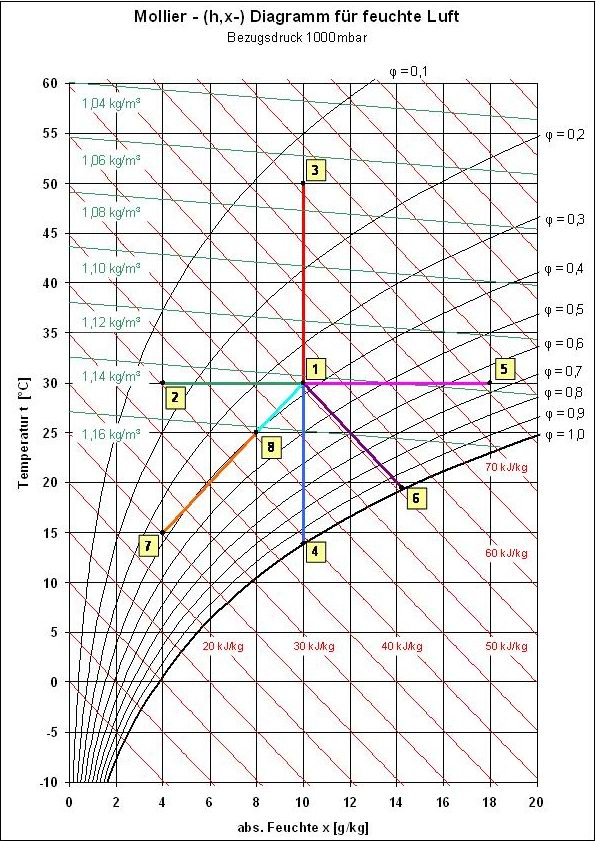
Mollier-féle h-x diagram elve
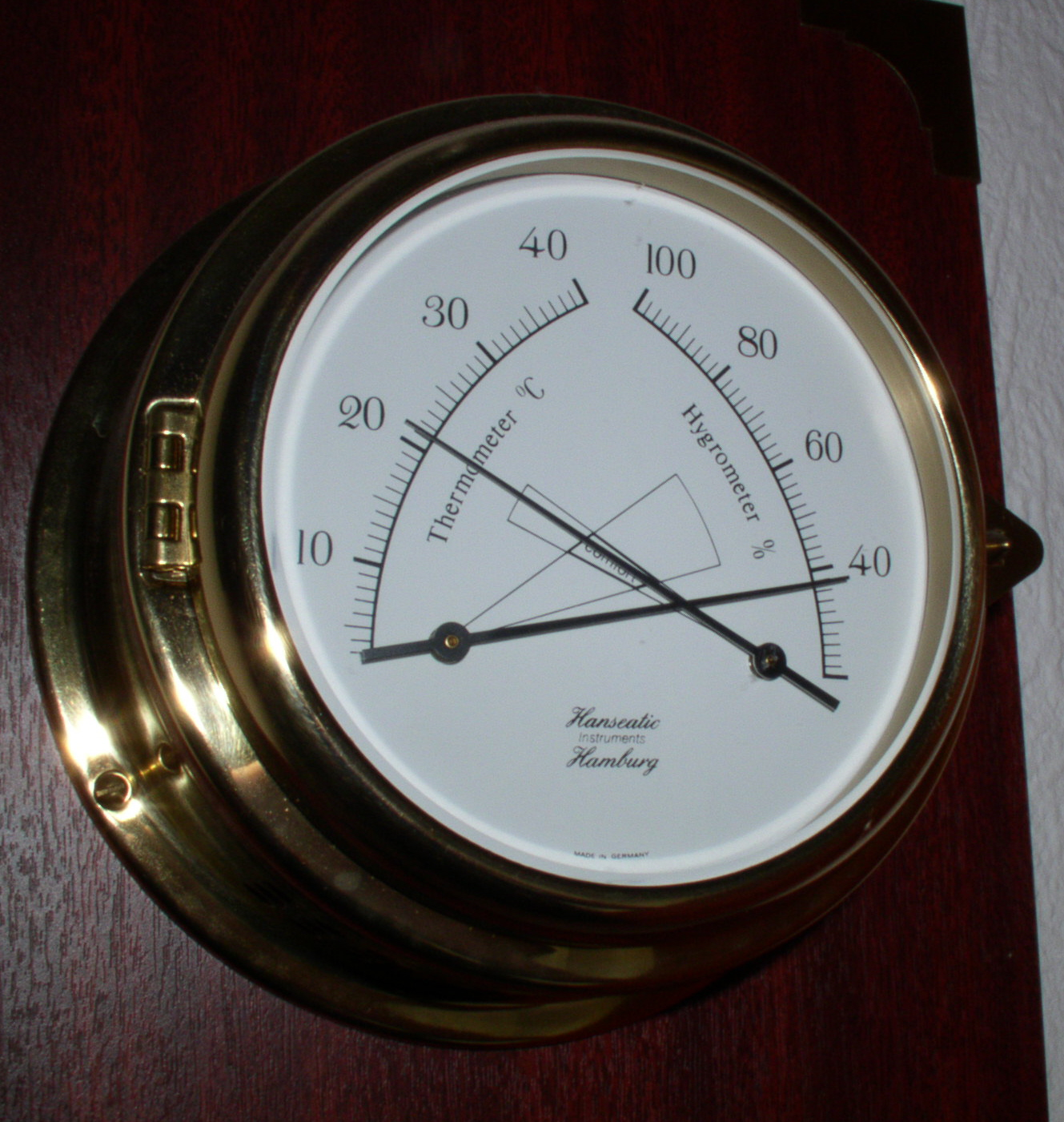
Termo-higrométer
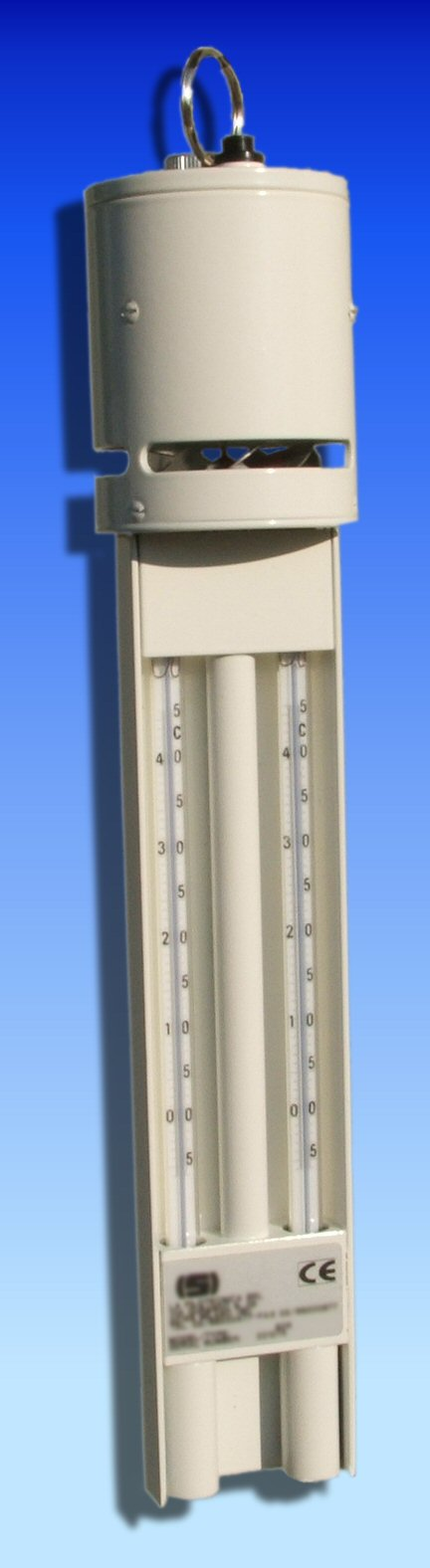
Kézi pszichrométer (kettős hőmérő)

A h-x diagramból közvetlenül leolvasható továbbá a levegő relatív páratartalmának (φ) értéke (dimenziótlan számértékben vagy %-ban), a nedves hőmérséklet (tn, WBT), a harmatponti hőmérséklet (th, DPT), a nedves levegő sűrűsége (és/vagy fajlagos térfogata), és a vízgőz parciális nyomása a levegőben.
A h-x diagramban egy-egy pont képviseli a nedves levegő megadott állapotjelzőkkel jellemzett fizikai állapotát. A pontokat szakszerűen összekötve ábrázolhatók a levegő állapotváltozásai, az energetikai folyamatok. Kiszámíthatók ill. tervezhetők a levegő kezelési eljárásai:
- két légáram keverése,
- levegő fűtése,
- levegő hűtése, a vízgőz kondenzációjával vagy anélkül („nedves/száraz hűtés”),
- levegő párásítása (nedvesítése), különféle fizikai folyamatokkal,
- levegő párátlanítása (szárítása), különféle fizikai folyamatokkal.

Az entalpiakülönbségek értékeiből kiszámítható a szellőzéshez, klimatizáláshoz használt levegő térfogatáramok kezelésének energiaigénye. Az abszolút nedvesség értékek különbségéből kiszámítható a levegő párásításának vízigénye, ill. a párátlanításkor képződő kondenzvíz mennyisége.

## Állapotjelzők mérése
A levegő állapotának meghatározásához a fő állapotjelzők (hőmérsékletek, nedvességek, entalpia) közül legalább kettőt egyidejű méréssel meg kell határozni. Az aktuális légállapot meghatározása leggyakrabban a száraz hőmérséklet és a relatív páratartalom mérésével történik (hőmérővel és higrométerrel). A kettő egyidejű mérésére alkalmas kombinált mérőműszer a termo-higrométer. Egy másik jól használható, pontosabb eredményt adó módszer a száraz és nedves hőmérséklet egyidejű mérése, erőteljesen áramló levegőben, két hőmérővel, egy száraz és egy vízzel nedvesített hőmérővel. A nedvesített hőmérőt a légáramlásban a víz elpárolgása hűti, itt a nedves hőmérséklet értéke olvasható le. Az e célra készített mérőkészülék neve „pszichrométer”. Ilyenkor a relatív páratartalmat a kétféle (száraz és nedves) mért hőmérséklet különbségéből, az ún, „pszichrometrikus hőfokkülönbségből” határozzuk meg, számítással vagy adattáblázatból.
Példa: +30°C (száraz) hőmérséklet és 50% relatív páratartalom esetén a nedves hőmérő (kielégítő légáramlás mellett) +22°C-ra hűl le.

## Lásd még
- Meteorológia
- Levegőnedvesség(wd)
- Vízgőz
- Mollier h-x-diagram(wd)
- Pszichrometrikus diagram
- Relatív páratartalom
- Parciális nyomás